# چشتی توپه
چشتی توپه (نروژی: Kjersti Toppe؛ زادهٔ ۲۰ اکتبر ۱۹۶۷) سیاستمدار اهل نروژ و نمایندهٔ حزب سنتر پارتی است. وی از سال ۲۰۰۹ نمایندهٔ مردم منطقهٔ هوردالاند در مجلس و از سال ۲۰۲۱، وزیر کودکان و خانواده در دولت نروژ بوده‌است.